# Mervin Lewis
Mervin Lewis (* 26. August 2000) ist ein Fußballspieler von St. Kitts und Nevis.

## Karriere

### Klub
Bis November 2019 war er für den Conaree FC aktiv, danach beim Cayon Rockets FC.

### Nationalmannschaft
Seinen ersten und bislang einzigen Einsatz in der A-Nationalmannschaft von St. Kitts und Nevis erhielt er am 17. November 2019 bei einer 1:3-Auswärtsniederlage in der CONCACAF Nations League gegen Französisch-Guayana. Er wurde in der 74. Minute beim Stand von 2:1 gegen Yusuf Saunders ausgewechselt.